# Songül Öden
Songül Öden (ur. 17 lutego 1979 w Diyarbakır) – turecka aktorka.
Popularność przyniosły jej role w tureckich serialach telewizyjnych, szczególnie w popularnej m.in. w Turcji i w Bułgarii, telenoweli Gümüş ("Srebrna").

## Filmografia
- Ferhunde Hanımlar (1999)
- Vasiyet (2001)
- Havada Bulut (2002)
- Gümüş (2005–2007)
- Sınır (2007)
- Vazgeç Gönlüm (2008)
- Acı Aşk (2009)
- Mükemmel Çift (2010)
- 72. Koğuş (2011)